# Množina
Množina je slovnično število, ki zaznamuje več kot dve stvari. V večini drugih jezikov množina zaznamuje dve ali več stvari, saj je slovenščina eden redkih jezikov, ki uporablja dvojino.